# Лебудер, Жан-Пьер
Жан-Пьер Лебудер (фр. Jean-Pierre Lebouder; род. 1944, Сибут) — государственный и политический деятель Центральноафриканской Республики, премьер-министр ЦАР с 12 ноября 1980 до 4 апреля 1981 года. Министр сельского хозяйства (1976). Министр экономического планирования, статистики и международного сотрудничества (1978). Министр экономики, планирования и сотрудничества ЦАР (12 декабря 2003 — 2 сентября 2004).

## Биография
Окончил колледж в Банги, в 1971 году получил степень в области агрономической инженерии в Высшей национальной агрономической школе (Ecole nationale supericure agronomique) в Тулузе, Франция. Был назначен директором Департамента исследований и координации Министерства сельского хозяйства и животноводства страны. Входил в состав делегации на 57-й сессии Совета Продовольственной и сельскохозяйственной организации ООН
В 1971—1972 годах был исполняющим обязанности генерального директора по развитию сельских районов ЦАР.
Император Жан-Бедель Бокасса в декабре 1976 года назначил Лебудера министром сельского хозяйства, животноводства, водного хозяйства, лесного хозяйства, охоты, рыболовства и туризма. В июле 1978 года занял кресло министра экономического планирования, статистики и международного сотрудничества.
При президенте Давиде Дако стал министром экономического развития и сотрудничества (1979). 1 сентября 1980 года — исполняющий обязанности премьер-министра, 12 ноября стал премьер-министром ЦАР. 4 апреля 1981 года отправлен в отставку.
Работал высокопоставленным сотрудником Всемирного банка, затем до 2002 года был представителем Международного валютного фонда в Того. В декабре 2003 года снова назначен министром планирования, экономики, финансов, бюджета и международного сотрудничества ЦАР в правительстве премьер-министра Селестена Гаомбале. В августе 2004 года подал в отставку из-за разногласий с президентом Франсуа Бозизе.